# Tatneft
Tatneft est une entreprise russe qui occupe la sixième place en Russie au niveau des volumes de pétrole extrait.
C'est une compagnie pétrolière verticalement intégrée, c'est-à-dire qu'elle inclut production, raffinage, pétrochimie, et distribution de carburants.
Sa production se concentre sur le Tatarstan, et le gouvernement de cette république autonome possède d'ailleurs une partie de son capital. La compagnie contrôle notamment l'important gisement de Romashkino. Son siège est à Almetievsk. En 2023, le chiffre d'affaires de la société s'élève à 13,3 milliards d'euros.